# ماكومب (أوكلاهوما)
ماكومب (بالإنجليزية: Macomb, Oklahoma)‏ هي منطقة سكنية تقع في الولايات المتحدة في مقاطعة بوتاواتومي، أوكلاهوما. يقدر عدد سكانها بـ 32 نسمة ومساحتها 0.2 كم2 وترتفع عن سطح البحر 305 متر.